# Huthi
Gli Huthi (o, correntemente, anche Houthi; in arabo الحوثيون‎?, al-Ḥūthiyyūn) sono un gruppo armato dello Yemen, in prevalenza sciita zaydita (il gruppo annovera però anche dei sunniti), nato negli anni 90 del XX secolo ma diventato molto attivo, in funzione antigovernativa, nel corso del XXI secolo. Hanno dato vita a un'organizzazione armata che si è definita Partigiani di Dio (in arabo أنصار الله‎?, Anṣār Allāh), o Gioventù credente (in arabo الشباب المؤمن‎?, al-Shabāb al-muʾmin).
Il movimento è designato come organizzazione terroristica da alcuni Paesi. Gli Huthi sono sostenuti dall'Iran, e sono ampiamente considerati parte dell'"Asse della Resistenza" guidato dall'Iran.
Il gruppo ha avuto un ruolo centrale nella guerra civile dello Yemen, attirando un'ampia condanna internazionale per le sue violazioni dei diritti umani, tra cui l'uccisione di civili e l'utilizzo di bambini soldato.
Il nome deriva da quello del primo esponente, Ḥusayn Badr al-Dīn al-Ḥūthī, ucciso dalle forze armate yemenite nel settembre del 2004. Vari altri comandanti, tra cui ʿAlī al-Qaṭwānī, Abū Haydar, ʿAbbās ʿAyda e Yūsuf al-Madanī (cugino di Ḥusayn al-Ḥūthī), sono anch'essi caduti in combattimento per mano delle forze armate regolari yemenite. Il padre dei fratelli Ḥūthī (Ḥusayn e Muḥammad), Badr al-Dīn al-Ḥūthī, si dice sia stato il capo spirituale del gruppo dopo la morte del figlio Muḥammad.

## Storia
Il movimento Ḥūthī nacque nel 1992, con la fondazione della "Gioventù credente" nel governatorato di Ṣaʿda per opera di un membro della famiglia Ḥūthī, Muḥammad al-Ḥūthī, o da suo fratello Ḥusayn al-Ḥūthī. La "Gioventù credente" istituì circoli scolastici e campi estivi d'istruzione per "promuovere la rinascita zaydita" a Saʿda. Dal 1994–1995, 15–20 000 studenti hanno frequentato i campi estivi della "Gioventù credente".
Durante l'invasione dell'Iraq del 2003, i giovani affiliati alla "Gioventù credente" presero a scandire slogan anti-statunitensi e anti-israeliani nella moschea Ṣāleḥ a Ṣanʿāʾ dopo la preghiera collettiva del venerdì (jumūʿa). Ciò provocò un duro confronto con il governo e 800 sostenitori della "Gioventù credente" furono arrestati a Ṣanʿāʾ nel 2004. Il presidente ʿAlī ʿAbd Allāh Ṣāleḥ invitò allora Ḥusayn al-Ḥūthī a un incontro nella capitale yemenita, ma Ḥusayn declinò l'invito, tanto che il 18 giugno 2004 Ṣāleḥ inviò forze governative ad arrestare Ḥusayn. Questi reagì lanciando una rivolta zaydita contro il governo, ma fu ucciso il 10 settembre 2004. La rivolta proseguì in modo intermittente fino a un accordo di cessate il fuoco nel 2010.
Gli Ḥūthī parteciparono alla rivolta yemenita del 2011 e alla susseguente Conferenza Nazionale del Dialogo. Tuttavia respinsero le offerte nel novembre 2011 decise dal Consiglio di cooperazione del Golfo, che prevedevano l'immunità per il vecchio presidente Ṣāleḥ (accusato di corruzione) e la creazione di una coalizione di governo.
     Controllato dagli Huthi 
     Controllato dal governo di Hadi
     Controllato da al-Qāʿida nella Penisola Arabica (AQAP)
     Controllato dal Consiglio di Transizione del Sud

Controllato dagli Huthi
Controllato dal governo di Hadi
Controllato da al-Qāʿida nella Penisola Arabica (AQAP)
Controllato dal Consiglio di Transizione del Sud

Dal 9 novembre 2011, si disse che gli Ḥūthī avessero sotto controllo i due governatorati di Ṣaʿda e di al-Jawf e che fossero sul punto di controllare anche quello di Ḥajja, cosa che avrebbe loro consentito di lanciare un attacco diretto sulla capitale yemenita di Ṣanʿāʾ. Da maggio del 2012, fu riferito che gli Ḥūthī controllavano la maggior parte dei Governatorati di Ṣaʿda, al-Jawf e Ḥajja, che si erano garantiti l'accesso al Mar Rosso e che avevano cominciato a erigere barricate a nord di Ṣanʿāʾ, in vista di un nuovo conflitto.
Il 21 settembre 2014 si disse che gli Ḥūthī avessero il controllo di parte della capitale yemenita, inclusi gli edifici governativi e una stazione radio. Nel gennaio del 2015 gli Ḥūthī mantenevano il loro controllo sulla capitale e su altre città come la città di Radāʿ, nel governatorato di al-Bayḍāʾ, ma il controllo era seriamente contrastato da miliziani del loro acerrimo nemico al Qaida. Si credeva da parte di alcune nazioni occidentali e da parte dell'Arabia Saudita che gli Ḥūthī avessero ricevuto aiuti dall'Iran, mentre l'Arabia Saudita aiutava esplicitamente i loro rivali filo-governativi.
Il 20 gennaio 2015, i rivoltosi sciiti Ḥūthī presero il palazzo presidenziale a Ṣanʿāʾ. Il presidente ʿAbd Rabbih Manṣūr Hādī si trovava nel palazzo durante l'assalto ma riuscì a mettersi in salvo.
Nella guerra civile che ne è scaturita sono morte più di 110 000 persone.

## Militanza
Esiste una precisa differenza tra la famiglia al-Ḥūthī, che è composta da circa una ventina di componenti e il movimento Ḥūthī, che ha assunto questo nome dopo la morte di Ḥusayn Badr al-Dīn al-Ḥūthī nel 2004.
I militanti del gruppo sono all'incirca tra i 1 000 e i 3 000 a tutto il 2005 e tra i 2 000 e i 10 000 combattenti al 2009. Sullo Yemen Post si dice tuttavia che i militanti sarebbero addirittura 100 000. Secondo l'esperto del movimento Ḥūthī, Aḥmad al-Baḥrī, gli Ḥūthī oscillerebbero intorno ai 100 000-120 000 uomini, inclusi combattenti armati e non armati.

## Ideologia
Gli Ḥūthī appartengono alla variante zaydita dell'Islam sciita, noto anche come "Pentimani", una branca sciita presente nel solo Yemen. Assai vicini agli imamiti che sono in maggioranza in Iraq, Libano e Iran, hanno però posizioni giuridiche e liturgiche prossime a quelle della maggioranza sunnita del mondo musulmano. Al contrario dei sunniti, tuttavia, essi credono nella necessità di un imamato, che sarà legittimato solo da chi sappia guidare i fedeli per l'affermazione del proprio approccio religioso e culturale.
Nel corso degli anni di rivendicazioni, gli Ḥūthī hanno sostenuto che le loro azioni sono condotte in difesa della loro comunità colpita da una sensibile e sistematica discriminazione e per ottenere un miglior trattamento della loro regione (quella a nord) particolarmente povera, mentre il governo di Saleh (filo-saudita, al potere dal 1978 al 2012) ha a sua volta accusato i rivoltosi dell'intenzione di rovesciare il regime al potere e di instaurare la legge islamica sciita zaydita, attizzando inoltre un sentimento anti-statunitense.
Il governo yemenita ha anche accusato gli Ḥūthī di avere legami con stranieri, in particolare col governo iraniano, dal momento che l'Iran è un Paese a maggioranza sciita. Come replica, gli Ḥūthī hanno accusato il governo yemenita di essere dietro l'aggressività anti-sciita di organizzazioni terroristiche come Al-Qāʿida e la monarchia dell'Arabia Saudita, malgrado il clan di appartenenza del penultimo presidente della Repubblica 'Ali 'Abd Allah Saleh fosse zaydita.

## Controversie
Gli Huthi sono stati accusati di aver espulso o limitato i membri della comunità ebraica rurale yemenita, che contava circa 50 membri rimanenti. Le notizie di abusi includevano sostenitori Houthi che maltrattano o attaccano gli ebrei del Paese. I funzionari Huthi hanno negato qualsiasi coinvolgimento nelle vessazioni, affermando che sotto il controllo degli Huthi, gli ebrei in Yemen sarebbero stati in grado di vivere e operare liberamente come qualsiasi altro cittadino yemenita. Un giornalista del New York Times ha riferito che in Yemen gli è stato chiesto perché stava parlando con un "sporco ebreo" e che gli ebrei di un villaggio non erano in grado di comunicare con i loro vicini.
Gli Huthi sono stati accusati di detenere, torturare, arrestare e tenere in isolamento i credenti nella fede Bahá'í con l'accusa di spionaggio e apostasia, punibili con la morte. Il leader degli Huthi Abdel-Malek al-Houthi ha preso di mira i bahá'í in discorsi pubblici e ha accusato i seguaci della fede Bahá'í di essere "satanici" e agenti dei Paesi occidentali, citando una fatwa del 2013 emessa dalla Guida suprema iraniana.
Il trattamento riservato dagli Huthi alle donne è stato oggetto di dibattito. Da un lato, il movimento ha dichiarato di difendere i diritti delle donne a votare e ad assumere cariche pubbliche, e alcune femministe sono fuggite dalle aree controllate dal governo nei territori degli Huthi, in quanto questi ultimi avrebbero perlomeno depotenziato i jihadisti più radicali. Gli Huthi schierano una propria forza di sicurezza femminile e hanno un'ala di Girl Scouts. Tuttavia, è stato anche riferito che gli Huthi molestano le donne e limitano la loro libertà di movimento e di espressione.

## Esponenti
- Mohammed Ali al-Huthi - Presidente del Comitato Rivoluzionario dal 6 febbraio 2015
- Husayn Badr al-Din al-Huthi - Ucciso nel 2004
- 'Abd al-Malik Badr al-Din al-Huthi
- Yahya Badr al-Din al-Huthi
- 'Abd al-Karim Badr al-Din al-Huthi
- Badr al-Din al-Huthi - Capo spirituale (morto nel 2010)
- 'Abd Allah al-Ruzami - Ex comandante militare
- Abu 'Ali 'Abd Allah al-Hakim al-Huthi - Comandante militare
- Muhammad 'Abd al-Salam
- Salih Habra - Leader politico[61]
- Faris Manna - Governatore di Saʿda designato dagli Ḥūthī,[62] già responsabile del Comitato presidenziale di ʿAlī ʿAbd Allāh Ṣāliḥ[63]

## Metodo di combattimento
Gli Ḥūthī e la loro consistente base fanno ricorso a diverse tecniche di contrasto dei sostenitori governativi yemeniti: da quelli più frequentemente pacifici della disobbedienza civile a quelli violenti, come mostrato nel loro tentativo di portare a segno un colpo di Stato del 20 gennaio del 2015. In una serie di proteste, causate dalla decisione governativa yemenita del 13 luglio del 2014 di aumentare il prezzo dei carburanti, i capi degli Ḥūthī riuscirono a organizzare massicci raduni nella capitale Ṣanʿāʾ per protestare contro la decisione, chiedendo le dimissioni del governo di ʿAbd Rabbih Manṣūr Hādī per "corruzione statale". Migliaia di yemeniti risposero all'appello del leader Ḥūthī ʿAbd al-Malik al-Ḥūthī di "erigere tende, organizzare sit-in e marce" nella capitale.